# Иван Ласкин
Иван Славчев Ласкин е български театрален, телевизионен и филмов актьор.

## Ранни години
Роден е на 10 март 1970 г. в София. По майчина линия е от арменски произход.
През 1984 г. Ласкин играе главната роля в серийния филм „Васко да Гама от село Рупча“.
Завършва актьорско майсторство за драматичен театър във ВИТИЗ през 1994 г. в класа на професор Здравко Митков. Дебютира в ролята на Джими Портър в „Обърни се с гняв назад“ от Джон Озбърн в Малък градски театър.

## Актьорска кариера

### Кариера в театъра
Започва професионалната си театрална изява на сцената на Театър „Сълза и смях“ през 1991 г. Играл е на сцените на почти всички софийски театри, още като студент се помнят ролите му в Народния театър, МГТ „Зад канала“ и Театър „Българска армия“. От 1997 г. е актьор в Театър „Българска армия“. На сцената на ТБА е известен с ролите си в постановки на Красимир Спасов, Крикор Азарян, Николай Ламбрев, Стефан Москов, Бина Харалампиева, Андрей Аврамов, Борис Панкин. През 2009 г. участва в пиесата на Захари Карабашлиев – „Неделя вечер“, реж. Здравко Митков. Играе на сцената на театър „Антон Страшимиров“ Стара Загора ролята на Иванов от пиесата на А.П. Чехов „Иванов“.
Занимава се с продуцентска дейност и участва в компания за продуциране, лансиране и утвърждаване на млади таланти в България. Член е на журито на Международния фестивал на любителските комедийни театри, пантомима и сатира „Велко Кънев“ в Тополовград.
От 1997 до 2014 г. играе в театър „Българска армия“.

### Кариера в киното
Играл е в десетки български игрални филми, сред които „Васко да Гама от село Рупча“, „Честна мускетарска“, „Вагнер“, „Хайка за вълци“, „Дунав мост“ и „Магьосници“, „Колобър“, „Приятелите ме наричат Чичо“, „Рут“, „Църква за вълци“, „Най-важните неща“, „Грях“, „Стъклената река“ и в над двадесет европейски и американски продукции през периода 1989 – 2007 г.

### Кариера в телевизията
Ласкин е създател на детското предаване „Спукано гърне“, излъчван по Канал 1 на БНТ от 1999  до 2006 г.

## Личен живот и смърт
Има една дъщеря, Люба, от актрисата Мирослава Гоговска, с която са женени, но по-късно се развеждат.
От 2006 г. до смъртта си Ласкин е обвързан с актрисата Александра Сърчаджиева, с която има дъщеря – София.
На 28 декември 2018 г. е приет във Военномедицинска академия, държан е в изкуствена кома заради чернодробна недостатъчност.
Иван Ласкин умира в болницата на 6 януари 2019 г., на 48 години.

## Театрални роли
Иван Ласкин играе множество роли в театъра, по-значимите от тях са:
- Клавдио в „Мяра според мяра“ от Уилям Шекспир;
- Макбет в „Макбет“ от Уилям Шекспир;
- Ромео в „Ромео и Жулиета“ от Уилям Шекспир;
- Дон Педро в „Много шум за нищо“ от Уилям Шекспир;
- Уърдинг в „Колко е важно да бъдеш сериозен“ от Оскар Уайлд.[1]

## Филмография
- Васко да Гама от село Рупча (1986) – детски 6-сериен филм на режисьора Димитър Петров, по сценарий на Братя Мормареви - (Филмът е заснет през 1984, но е излъчен през 1986)
- Честна мускетарска (1994) – младият Арамис
- Неродена мома (1994) – принцът
- Вагнер (1998) – санитар I/пазач
- Вълците (тв, 1999) – русия
- Магьосници (1999), 4 серии – Храбрия рицар/Злия магьосник/княз Галин
- Дунав мост (7-сер. тв, 1999) – Влади, брат на Джими
- Хайка за вълци (2000), 6 серии – Иван Шибилев
- Най-важните неща (2-сер. тв,  2001) – Иларион
- Колобър (2001) - Емил, полицай и приятел на Борис
- Отвъд чертата (тв, 2003) – Стан
- Приятелите ме наричат Чичо (тв, 2006) – капитан Савов
- Стъклената река (2010) – иманяря Виктор